# Aeroportul Carrillo
Aeroportul Carrillo (IATA: PLD, ICAO: MRCR) este un aeroport din Provincia Guanacaste, Costa Rica ce deservește zona Puerto Carrillo⁠(d).
Situat la o altitudine de 9 m, aeroportul dispune de o singură pistă.